# Trompetenfischähnliche
Die Trompetenfischähnlichen (Aulostomoidea) sind eine Überfamilie aus der Ordnung der Seenadelartigen (Syngnathiformes). Arten der Aulostomoidea leben weltweit in tropischen und subtropischen Meeren, vor allem küstennah in Fels- und Korallenriffen. 

## Merkmale
Es sind sehr langgestreckte Fische, die 75 cm bis 1,7 Meter lang werden können und ein zum Saugschnappen geeignetes Röhrenmaul besitzen, das zahnlos ist bzw. nur über sehr kleine Zähne verfügt. Die vier vorn liegenden Wirbel sind verlängert. Auf der Rückenseite direkt hinter dem Kopf bilden drei gut entwickelte Knochen eine Nackenplatte. Im Schultergürtel ist ein Postcleithrum vorhanden. Die Anzahl der Branchiostegalstrahlen liegt normalerweise bei vier bis fünf, selten auch bei drei. Die Bauchflossen werden von sechs, seltener fünf Weichstrahlen gestützt. Das Seitenlinienorgan ist gut entwickelt oder fehlt. 
Trompetenfischähnliche ernähren sich als Lauer- und Stoßräuber von kleinen Fischen und Krebstieren.

## Innere Systematik
Es gibt zwei monogenerische Familien mit drei bzw. vier Arten:
- Familie Trompetenfische (Aulostomidae)
  - Pazifischer Trompetenfisch (Aulostomus chinensis), bis 80 Zentimeter lang, tropischer Indopazifik.
  - Westatlantischer Trompetenfisch (Aulostomus maculatus) bis 100 Zentimeter lang, tropischer westlicher Atlantik.
  - Ostatlantischer Trompetenfisch (Aulostomus strigosus), bis 75 Zentimeter lang, tropischer östlicher Atlantik.
- Familie Flötenfische (Fistulariidae)
  - Glatter Flötenfisch (Fistularia commersonii), bis 1,60 Meter lang, Indopazifik, Rotes Meer, eingewandert ins Mittelmeer.
  - Fistularia corneta, bis 1,06 Meter lang, östlicher Pazifik von der Baja California bis Peru.
  - Rauer Flötenfisch (Fistularia petimba), bis 2 Meter lang, tropischer Atlantik und Indopazifik.
  - Blaupunkt-Flötenfisch (Fistularia tabacaria), bis 2 Meter lang, tropischer Atlantik.